# Metropolia di Tambov

Localizzazione dell'oblast' di Tambov.

La metropolia di Tambov (in russo Тамбовская митрополия?) è una delle province ecclesiastiche che costituiscono la Chiesa ortodossa russa.
Istituita dal Santo Sinodo il 26 dicembre 2012, comprende l'intera oblast' di Tambov nel circondario federale centrale.
È costituita da 3 eparchie:
- Eparchia di Tambov
- Eparchia di Mičurinsk
- Eparchia di Uvarovo

Sede della metropolia è la città di Tambov, il cui eparca ha il titolo di "Metropolita di Tambov e Rasskazovo".